# 294 Felicia
A 294 Felicia a Naprendszer kisbolygóövében található aszteroida. Auguste Charlois fedezte fel 1890. július 15-én.